# Augusto Ulloa
Augusto Ulloa y Castañón (Santiago de Compostela, 28 de abril de 1823 – Madrid, 26 de marzo de 1879) fue un político y abogado español.

## Biografía
Nació el 28 de abril de 1823 en Santiago de Compostela.
Inició su trayectoria política, haciendo un paréntesis en su carrera periodística, como miembro de la Unión Liberal. Tras la revolución de 1854 fue elegido diputado a Cortes por Chantada, siendo nombrado poco después director general de Ultramar y Subsecretario de Estado. En ese puesto, promovió la ley electoral para Cuba y Puerto Rico y las conversaciones con Inglaterra destinadas a la retrocesión de la Isla de Fernando Poo. Fue ministro de Marina en 1863, y en 1864, ministro de Fomento. Tuvo parte en La Gloriosa y votó a favor de Amadeo I. En mayo de 1874 es nombrado ministro de Estado.
Falleció el 26 de marzo de 1879 en Madrid.